# بیلنیا
بیلنیا (به اسپانیایی: Vileña) یک شهرستان در اسپانیا است که در استان بورگس واقع شده‌است.

## خصوصیات
بیلنیا ۶ کیلومترمربع مساحت و ۳۱ نفر جمعیت دارد.